# Bala (Gwynedd)
Bala (walisisch: Y Bala) ist eine Stadt und Community in der Principal Area Gwynedd in Nordwales. Stadt und Community hatten beim Zensus 2011 jeweils 1974 Einwohner.

## Geographie
Bala liegt in Nordwales im östlichen Gwynedds auf etwa 165 Metern über Meereshöhe. Stadt und Community bilden den östlichsten Punkt des Snowdonia-Nationalparks. Bala liegt dabei in einer noch recht naturbelassenen Landschaft namens Penllyn. Die Stadt liegt direkt am Nordostufer des Llyn Tegid (auch Bala Lake), unweit der Stelle, an der der River Dee aus dem See abfließt. Bala liegt ferner an der Mündung des aus Nordwesten kommenden und am Nordostrand der Stadt entlang fließenden Afon Tryweryn. Dieser kleine Fluss ist bekannt dafür, sehr gut fürs Wildwasserpaddeln geeignet zu sein. Aus diesem Grund wurden auf dem Fluss im Stadtgebiet von Bala bereits mehrere internationale Meisterschaften ausgerichtet. Die Community umfasst außer der Stadt auch noch ein wenig Umland, insbesondere Teile des Llyn Tegin sowie den knapp 300 Meter hohen Berg Bronydd Fron-Freuno. Dennoch ist die Community im Vergleich zu den umliegenden Communities – Llandderfel im Norden, Llanycil im Westen und Llangywer im Südosten – sehr klein.
Wahlkreisgeographisch gesehen gehört Bala zum britischen Wahlkreis Dwyfor Meirionnydd bzw. zu dessen walisischem Pendant.

## Geschichte
Im Umland der heutigen Stadt gibt es einige Überreste aus der römischen Zeit. Bala selbst wurde um etwa 1310 mit einer Royal Charter von Roger Mortimer, 1. Baron Mortimer of Chirk, gegründet. Der damalige Justiciar von Nordwales wollte damit ihm unliebsame religiöse Minderheiten in der Gegend besser unter Kontrolle bringen. Eines der ersten errichteten Gebäude war der Tower of Bala, der an der Stelle eines der römischen Überreste erbaut wurde. Der heutige Stadtplan gleicht in großen Teilen noch dem von Mortimer erdachten Grundkonzept der Stadt. Später wurde die Stadt Teil von Caernarfonshire.
Im 18. Jahrhundert wurde die Stadt Sitz eines calvinistisch-methodistischen Colleges. Ungefähr im selben Zeitraum entstand auch eine Grammar School. Wenige Jahrzehnte später wirkte mit Thomas Charles eine wichtige Figur der protestantischen Kirche in Wales in Bala. Charles war unter anderem wichtig in der frühen Entwicklung der British and Foreign Bible Society. Wirtschaftlich gesehen erlebte Bala in dieser Zeit durch die Textilindustrie einen wichtigen Aufschwung; die Stadt war damals überregional bekannt für ihre Textilwarenfabrik. Ferner unterstützten auch mehrere Bahnstrecken (siehe unten) die Entwicklung der Stadt. So gab es in der zweiten Hälfte des 19. Jahrhunderts trotz knapp nur über 1000 Einwohner neben der Grammar School und dem College mehrere Kapellen, ein Markthaus, eine Bank und eine Town Hall. Die Stadt war zu diesem Zeitpunkt als wirtschaftliches und politisches Zentrum ein Angelpunkt des Umlandes. So hat die Stadt auch den Status einer Marktstadt.
Im 20. Jahrhundert richtete Bala insgesamt dreimal den nationalen Eisteddfod aus. Seit 1974 ist die Stadt Teil von Gwynedd. Nach dem Verfall der Textilindustrie, der bereits in der zweiten Hälfte des 19. Jahrhunderts weit fortgeschritten war, sind heute die Landwirtschaft und der Tourismus die wichtigsten Wirtschaftszweige der Stadt. Heutzutage gilt die Stadt und ihr Umland ferner als eine Hochburg der walisischen Sprache und Kultur. Des Weiteren wird die Stadt auch als „großes Outdoor-Zentrum“ beworben. So fanden neben dem Wildwasserpaddeln auch internationale Veranstaltungen in anderen Outdoor-Sportarten (zum Beispiel im Triathlon) in und um Bala statt.
Einwohnerzahlen
| Jahr      | 1851 | 1861 | 1871 | 1881 | 1891 | 1901  | 1911  | 1921  | 1931  | 1939  | 1951  | 1961  | 1971 | 1981 | 1991 | 2001 | 2011  |
| --------- | ---- | ---- | ---- | ---- | ---- | ----- | ----- | ----- | ----- | ----- | ----- | ----- | ---- | ---- | ---- | ---- | ----- |
| Einwohner | 1341 | ?    | ?    | ?    | ?    | 1.544 | 1.537 | 1.405 | 1.395 | 1.679 | 1.508 | 1.604 | ?    | ?    | ?    | ?    | 1.974 |

## Infrastruktur
Bala verfügt über mehrere medizinische Einrichtungen. Es gibt verschiedene kleine Läden und Geschäfte, im Südosten auch einen Industriepark. Überregional bekannt sind zwei prämierte Metzgereien. Außerdem hat Bala ein eigenes Postamt. Ferner ist Bala Heimat des Fußballvereines Bala Town, der in der erstklassigen Cymru Premier spielt.

## Verkehr
Bala wird durch die überregionale Fernstraße A494 road durchquert. Ferner mündet die regionale A4212 road in Bala in die A494 road ein. Darüber hinaus endet in Bala die knapp sieben Kilometer lange Bala Lake Railway. Historisch gab es auch noch andere Bahnlinien über Bala, wie die Bala and Dolgelly Railway oder die Corwen and Bala Railway. Diese Linien wurden aber im 20. Jahrhundert alle stillgelegt. Daneben ist Bala Haltepunkt einer überregionalen Busverbindung zwischen Barmouth und Wrexham.

## Bauwerke
71 Gebäude auf dem Gebiet der Community Bala wurden in die Statutory List of Buildings of Special Architectural or Historic Interest aufgenommen, größtenteils als Grade II buildings, neun aber als Grade II* buildings.

## Söhne und Töchter der Stadt
- Christopher Timothy (* 1940), Schauspieler, Regisseur und Produzent

Persönlichkeiten mit Verbindung zu Bala
- Thomas Charles (1755–1814), Kirchenmann, wirkte und starb in Bala
- Dafydd Iwan (* 1943), Sänger, Unternehmer und Politiker, verbrachte in Bala seine Jugend